# Obština Dupnica
Obština Dupnica (bulharsky Община Дупница) je bulharská jednotka územní samosprávy v Kjustendilské oblasti. Leží v západním Bulharsku, v pohořích Rila a Verila a v mezilehlých údolích. Správním střediskem je město Dupnica, kromě něj zahrnuje obština 16 vesnic. Žije zde téměř 45 tisíc stálých obyvatel.

## Sídla
- Balanovo[p 1]
- Bistrica[p 1]
- Blatino[p 1]
- Červen Breg[p 1]
- Ďakovo[p 1]
- Deljan
- Dupnica[p 2] (sídlo správy)
- Džerman[p 1]
- Gramade
- Jachinovo[p 1]
- Krajni Dol
- Krajnici[p 1]
- Kremenik
- Palatovo[p 1]
- Piperevo[p 1]
- Samoranovo[p 1]
- Topolnica[p 1]

## Sousední obštiny
| Růžice kompasu | Bobov Dol       | Radomir |               | Růžice kompasu |
| Růžice kompasu |                 | Sever   | Sapareva Baňa | Růžice kompasu |
| Růžice kompasu | Obština Dupnica |         | Sapareva Baňa | Růžice kompasu |
| Růžice kompasu | Jih             |         | Sapareva Baňa | Růžice kompasu |
| Růžice kompasu | Boboševo        | Rila    | Samokov       | Růžice kompasu |

## Obyvatelstvo
V obštině žije 44 651 stálých obyvatel a včetně přechodně hlášených obyvatel 51 401 Podle sčítání 1. února 2011 bylo národnostní složení následující:
- Bulhaři: 39 829 (93.7 %)
- Romové: 2 441 (5.7 %)
- Turci: 17 (0.0 %)
- ostatní: 227 (0.5 %)